# آروف
آروف (به فرانسوی: Aroffe) یک کمون در فرانسه است که در canton of Châtenois واقع شده‌است. آروف ۸٫۵۱ کیلومتر مربع مساحت دارد ۳۷۰ متر بالاتر از سطح دریا واقع شده‌است.